# Go-kyō-no-waza
Il Go-kyō-no-waza (五教の技, le tecniche dei cinque gruppi), o anche più comunemente solo gokyō, è il principale metodo di insegnamento delle tecniche classiche del jūdō.
Creato dal Prof. Jigorō Kanō pochi anni dopo la fondazione del Kōdōkan, è stato successivamente perfezionato fino all'ottenimento dell'attuale sistema, risalente al 1920.
Tale metodo si basa sulla classificazione delle 40 principali nage-waza (tecniche di proiezione) in cinque gruppi di difficoltà crescente sia per complessità esecutiva che per i principî esplicitati.
In Italia, come in molte altre nazioni, il gokyō è parte fondamentale degli esami di graduazione da 5° a 1º kyū e la sua completa conoscenza è indispensabile per qualunque jūdōka, infatti il Prof. Kanō selezionò (principalmente ma non esclusivamente) dal jū-jutsu della Kitō ryū quelle tecniche che meglio rispondevano ai suoi criteri educativi e che non presentavano pericoli per i praticanti. È fondamentalmente una progressione didattica, un programma scolastico.
L'insieme del go-kyō-no-waza (revisione del 1920), habukareta-waza e shinmeishō-no-waza, costituisce la lista dei 67 nage-waza ufficiali, riconosciuti dal Kōdōkan e dall'IJF. Tali tecniche non costituiscono più una progressione didattica ma una Classificazione, suddivisa secondo gli stessi principi biomeccanici presenti nel Nage-no-kata (te-waza; koshi-waza; ashi-waza; ma-mae-sutemi-waza; yoko-sutemi-waza).

## Go-kyō-no-waza del 1920  (Shin-go-kyo)
| (Primo gruppo, 5º kyū) 1. De Ashi Barai 2. Hiza Guruma (膝車) 3. Sasae Tsurikomi Ashi 4. Uki Goshi 5. Ō Soto Gari 6. Ō Goshi 7. Ō Uchi Gari 8. Seoi Nage (Secondo gruppo, 4º kyū) 1. Ko Soto Gari 2. Ko Uchi Gari 3. Koshi Guruma 4. Tsurikomi Goshi 5. Okuri Ashi Barai 6. Tai Otoshi (体落) 7. Harai Goshi 8. Uchi Mata (内股) | (Terzo gruppo, 3º kyū) 1. Ko Soto Gake 2. Tsuri Goshi 3. Yoko Otoshi 4. Ashi Guruma (足車) 5. Hane Goshi 6. Harai Tsurikomi Ashi 7. Tomoe Nage 8. Kata Guruma (Quarto gruppo, 2º kyū) 1. Sumi Gaeshi 2. Tani Otoshi 3. Hane Makikomi 4. Sukui Nage 5. Utsuri Goshi 6. Ō Guruma 7. Soto Makikomi 8. Uki Otoshi | (Quinto gruppo, 1º kyū) 1. Ō Soto Guruma 2. Uki Waza 3. Yoko Wakare 4. Yoko Guruma 5. Ushiro Goshi 6. Ura Nage 7. Sumi Otoshi (隅落) 8. Yoko Gake |

## Habukareta waza (tecniche escluse)
Le seguenti sono tecniche di proiezione addizionali, escluse dall'ultima formulazione del gokyō ma presenti nel gokyō del 1895:
1. Obi Otoshi
2. Seoi Otoshi
3. Yama Arashi
4. Ō Soto Otoshi
5. Daki Wakare
6. Hikkomi Gaeshi
7. Tawara Gaeshi
8. Uchi Makikomi

## Shinmeishō-no-waza (tecniche di nuova denominazione)
Le seguenti sono tecniche aggiunte successivamente dal Kōdōkan Jūdō Institute a seguito degli studi della Commissione di Ricerca oppure perché di uso comune nello shiai, ovvero nella competizione agonistica:
1. Morote Gari
2. Kuchiki Taoshi
3. Kibisu Gaeshi
4. Uchi Mata Sukashi
5. Daki Age[1]
6. Tsubame Gaeshi
7. Ko Uchi Gaeshi
8. Ō Uchi Gaeshi
9. Ō Soto Gaeshi
10. Harai Goshi Gaeshi
11. Uchi Mata Gaeshi
12. Hane Goshi Gaeshi
13. Kani Basami[1]
14. Ō Soto Makikomi
15. Kawazu Gake[1]
16. Harai Makikomi
17. Uchi Mata Makikomi
18. Sode Tsurikomi Goshi
19. Ippon Seoi Nage

## Gokyo-no-waza del 1895  (Kyu-go-kyo)
| 1. Hiza Guruma 2. Sasae Tsurikomi Ashi 3. Uki Goshi 4. Tai Otoshi 5. Ō Soto Gari 6. De Ashi Barai 7. Yoko Otoshi 1. Sumi Gaeshi 2. Ō Goshi 3. Ko Soto Gari 4. Koshi Guruma 5. Seoi Nage 6. Tomoe Nage 7. Tani Otoshi | 1. Okuri Ashi Barai 2. Harai Goshi 3. Ushiro Goshi 4. Ura Nage 5. Uchi Mata 6. Obi Otoshi 7. Hane Goshi 1. Uki Otoshi 2. Uki Waza 3. Daki Wakare 4. Kata Guruma 5. Hikkomi Gaeshi 6. Soto Makikomi 7. Tsuri Goshi 8. Utsuri Goshi 9. Ō Soto Otoshi 10. Tawara Gaeshi | 1. Yoko Guruma 2. Yoko Wakare 3. Uchi Makikomi 4. Ko Uchi Gari 5. Ashi Guruma 6. Seoi Otoshi 7. Yoko Gake 8. Harai Tsurikomi Ashi 9. Yama Arashi 10. Ō Soto Guruma 11. Tsurikomi Goshi |